# نازلینی (آریزونا)
نازلینی (به انگلیسی: Nazlini) یک منطقهٔ مسکونی در ایالات متحده آمریکا است که در شهرستان آپاچی، آریزونا واقع شده‌است. نازلینی ۱۹٫۳۲ کیلومتر مربع مساحت و ۱۳٬۶۹۴ نفر جمعیت دارد و ۱٬۹۰۲ متر بالاتر از سطح دریا واقع شده‌است.